# Luca Pellegrini (labdarúgó, 1999)
Luca Pellegrini (Róma, 1999. március 7. –) olasz válogatott labdarúgó. Jelenleg a Lazio-ban balhátvédként játszik.

## Klubcsapatokban

### AS Roma
2018. április 17-én Pellegrini aláírta első profi szerződését az AS Romával, ami 2021-ig kötötte a klubhoz. Pellegrini a 2018–2019-es szezonban csatlakozott az első csapathoz, 19 évesen. A Serie A-ban 2018. szeptember 26-án debütált a Frosinone elleni mérkőzésen, és egy gólpasszal is segítette a csapatát. 2018. október 2-án debütált az UEFA-bajnokok ligájában a Viktoria Plzen ellen.

#### Kölcsönben a Cagliarinál
2019. január 31-én Pellegrini kölcsönben csatlakozott a Cagliarihoz 2019. június 30-ig.

### Juventus
2019. június 30-án hivatalossá vált, hogy Luca Pellegrini 22 millió euróért az olasz bajnok Juventusnál folytatja a pályafutását. 2019. augusztus 19-én bejelentették, hogy a 2019–2020-as szezonra kölcsönszerződés keretein belül visszatér a Cagliarihoz. 2020. szeptember 26-án Pellegrinit egy évre kölcsönadták a Genoának. 2022. augusztus 12-én kölcsönszerződés keretein belül egy évre a német Bundesligában szereplő Eintracht Frankfurthoz szerződött.

#### Kölcsönben a Lazionál
2023. január 31-én a Frankfurtból visszarendelték, és kölcsönben a Lazióhoz került, vételi opcióval. 2023. augusztus 17-én ismét a Lazióhoz igazolt, ezúttal kétéves kölcsönszerződéssel. A megállapodás tartalmaz egy vételi opciót is, amely bizonyos feltételek teljesülése esetén kötelező érvényűvé válik.

## A válogatottban
Pellegrini 2018. október 11-én mutatkozott be az olasz U21-es válogatottban, egy Belgium elleni barátságos mérkőzésen, amelyet 1–0-ra elveszítettek.
Korábban tagja volt az olasz U20-as válogatottnak is, amellyel részt vett a 2019-es U20-as világbajnokságon. A tornán Olaszország a negyedik helyen végzett.
Első alkalommal 2019 szeptemberében kapott meghívót az olasz felnőtt válogatottba, az Örményország és Finnország elleni Európa-bajnoki selejtezőkre.
A felnőtt válogatottban végül 2020. november 11-én debütált, amikor csereként lépett pályára Észtország ellen, a firenzei 4–0-ra megnyert barátságos mérkőzésen.
Annak ellenére, hogy korábban szerepelt az U21-es Eb selejtezőiben, Pellegrinit nem válogatták be a 2021-es Európa-bajnokságra. A döntés hátterében egy makacs combközelítő-izomsérülés állt, amely 2021 februárjában kezdődött, és emiatt nem állhatott a csapat rendelkezésére.

## Játékstílusa
Bár Pellegrini alapvetően balhátvédként játszik, időnként középpályásként is bevetették, méghozzá a támadó szellemű, úgynevezett „mezzala” szerepkörben. Fizikailag erős, technikailag képzett védő, akit elsősorban kiváló labdakezeléséről, állóképességéről, kiegyensúlyozott teljesítményéről és munkabírásáról nevezetes. A sportújságírás ígéretes tehetségként tartotta számon: 2019 júliusában az UEFA.com is beválasztotta a „50 tehetséges fiatal játékos” című listájára, mint az egyik legkiemelkedőbb labdarúgót a 2019–20-as idényre.

## Statisztikái

### Klubcsapatokban
| Klub                             | Szezon         | Bajnokság      | Bajnokság | Bajnokság | Kupa  | Kupa  | Nemzetközi | Nemzetközi | Egyéb | Egyéb | Összesen | Összesen |
| Klub                             | Szezon         | Liga           | Mérk.     | Gólok     | Mérk. | Gólok | Mérk.      | Gólok      | Mérk. | Gólok | Mérk.    | Gólok    |
| -------------------------------- | -------------- | -------------- | --------- | --------- | ----- | ----- | ---------- | ---------- | ----- | ----- | -------- | -------- |
| Roma                             | 2018–19        | Serie A        | 4         | 0         | 0     | 0     | 2          | 0          | —     | —     | 6        | 0        |
| Cagliari (kölcsönben)            | 2018–19        | Serie A        | 12        | 0         | —     | —     | —          | —          | —     | —     | 12       | 0        |
| Cagliari (kölcsönben)            | 2019–20        | Serie A        | 24        | 0         | 0     | 0     | —          | —          | —     | —     | 24       | 0        |
| Cagliari (kölcsönben)            | Összesen       | Összesen       | 36        | 0         | 0     | 0     | —          | —          | —     | —     | 36       | 0        |
| Genoa (kölcsönben)               | 2020–21        | Serie A        | 11        | 0         | 1     | 0     | —          | —          | —     | —     | 12       | 0        |
| Juventus                         | 2021–22        | Serie A        | 18        | 0         | 2     | 0     | 1          | 0          | 0     | 0     | 21       | 0        |
| Eintracht Frankfurt (kölcsönben) | 2022–23        | Bundesliga     | 9         | 0         | 1     | 0     | 4          | 0          | —     | —     | 14       | 0        |
| Lazio (kölcsönben)               | 2022–23        | Serie A        | 7         | 0         | 0     | 0     | 1          | 0          | —     | —     | 8        | 0        |
| Lazio (kölcsönben)               | 2023–24        | Serie A        | 19        | 1         | 2     | 0     | 4          | 0          | 1     | 0     | 26       | 1        |
| Lazio (kölcsönben)               | 2024–25        | Serie A        | 22        | 0         | 1     | 0     | 7          | 0          | —     | —     | 30       | 0        |
| Lazio (kölcsönben)               | Összesen       | Összesen       | 48        | 1         | 3     | 0     | 12         | 0          | 1     | 0     | 64       | 1        |
| Teljes karrier                   | Teljes karrier | Teljes karrier | 126       | 1         | 7     | 0     | 20         | 0          | 1     | 0     | 154      | 1        |

1. ↑  Magában foglalja a olasz labdarúgókupában, német labdarúgókupában való pályára lépéseit is.
2. 1 2 3 4  Mérkőzése(i) az UEFA-bajnokok ligájában
3. ↑  Mérkőzése az UEFA Konferencia Ligában
4. ↑  Mérkőzése az olasz szuperkupában
5. ↑  Mérkőzései az UEFA Európa-ligában

### A válogatottban
| Válogatott  | Év       | Mérk. | Gólok |
| ----------- | -------- | ----- | ----- |
| Olaszország | 2020     | 1     | 0     |
| Összesen    | Összesen | 1     | 0     |

## Sikerei, díjai
Juventus
- Coppa Italia-döntős: 2021–22[23]
- Supercoppa Italiana-döntős: 2021[23]